# Daniel David Palmer
Daniel David Palmer o D.D. Palmer (7 de març de 1845 – 20 d'octubre de 1913) va ser el fundador de la Quiropràctica.
Palmer nasqué a Pickering, Ontario al Canadà. Als 20 anys es traslladà amb la seva família als Estats Units, allí va tenir diversos treballs per exemple com apicultor, professor i propietari d'una botiga de queviures. Mostrà interès per diversos corrents alternatius de guariment com el magnetisme, que practicà a Iowa, i els moviments espiritualistes.
Sostingué que tornar les vèrtebres mogudes al seu lloc natural podia restaurar la salut dels malalts.
El 1897 fundà una escola de quiropràctica. El 1906 va ser acusat de practicar la medicina sense llicència i escollí anar a la presó en comptes de pagar una multa, encara que després de 17 dies a la presó acabà pagant-la. Morí atropellat per un automòbil i el seu fill, també quiropràctic, en va ser acusat però resultà absolt.